# Preševo

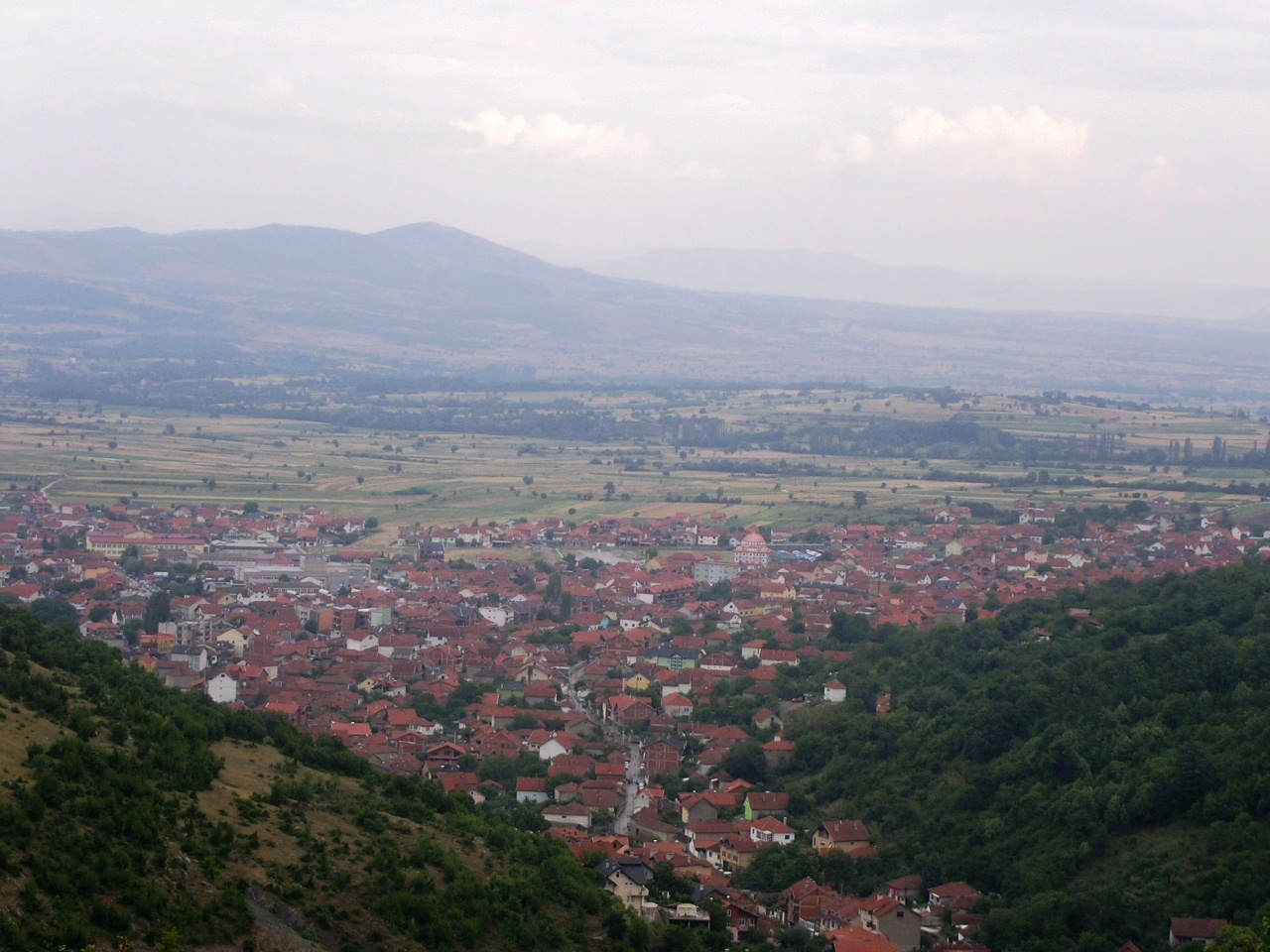

Preševo (cyryl. Прешево, wym. [prêʃeʋo]; alb. Preshevë) – miasto w Serbii, w okręgu pczyńskim, przy granicy z Kosowem i Macedonią Północną; 13 tys. mieszkańców (2006).

## Demografia
Skład etniczny mieszkańców w roku 2002:
- Albańczycy – 89,1%
- Serbowie – 8,5%

Populacja Preševa składa się z Albańczyków używających dialektu gegijskiego i Serbów, używających dialektu torłackiego. Okolica miasta jest największym skupiskiem ludności albańskiej w Serbii.